# Carrascal del Obispo
Carrascal del Obispo is een dorp en gemeente in de Spaanse provincie Salamanca in de regio Castilië en León. Het dorp ligt op 900 meter boven zeeniveau en op circa 45 kilometer van Salamanca. Carrascal del Obispo heeft een oppervlakte van 40,97 km² en telt 222 inwoners (1 januari 2016).

## Demografische ontwikkeling
Bron: INE, 1857-2011: volkstellingen